# Seznam starostů Tábora
Toto je seznam starostů města Tábor (včetně jiných nejvyšších představitelů tohoto města v jiných historických obdobích, jako předsedové MNV a MěNV).

## Seznam purkmistrů Tábora v letech 1788-1850 (období regulovaného magistrátu)
- Jan Votápek z Ritterwaldu (1788–1807)
- Martin Kopecký (1807–1813)
- Träger von Königinberg (1813–1815)
- Kašpar Walter (1815–1844)
- František Dušek (1844–1850)[1]

## Seznam volených starostů Tábora v letech 1850-1948
| –                                                 |      | Portrét               | Starosta         | Strana    | Funkční období    | Funkční období    | Volby |
| –                                                 | Od   | Portrét               | Starosta         | Strana    | Do                |                   | Volby |
| ------------------------------------------------- | ---- | --------------------- | ---------------- | --------- | ----------------- | ----------------- | ----- |
| 1.                                                |      | Není dostupný portrét | Jakub Zeis       |           | 1850              | 1870              |       |
| 2.                                                |      | Není dostupný portrét | Moric Schöne     | staročeši | 1870              | 1883              |       |
| 3.                                                |      |                       | Emanuel Zeis     | staročeši | 1883              | 1889              | 1883  |
| 3.                                                | 1886 |                       | Emanuel Zeis     | staročeši | 1883              | 1889              |       |
| 4.                                                |      |                       | Alexander Seik   | staročeši | 1889              | 1899              |       |
| 5.                                                |      |                       | Alois Kotrbelec  | mladočeši | 1899              | 7. února 1918     |       |
| 6.                                                |      | Není dostupný portrét | Josef Kos        | ČStD      | 23. února 1918    | 30. června 1919   |       |
| 6.                                                | ČsND | Není dostupný portrét | Josef Kos        |           | 23. února 1918    | 30. června 1919   |       |
| 7.                                                |      |                       | Josef Šáda       | ČSSD      | 30. června 1919   | 6. října 1924     | 1919  |
| 8.                                                |      | Není dostupný portrét | Antonín Florián  | ČŽOSS     | 6. října 1924     | 5. května 1927    | 1923  |
| 9.                                                |      | Není dostupný portrét | Jan Kolář        | ČsND      | 5. května 1927    | 4. ledna 1929     | 1923  |
| 10.                                               |      | Není dostupný portrét | Václav Soumar    | ČSNS      | 4. ledna 1929     | 4. května 1939    | 1928  |
| 10.                                               | 1932 | Není dostupný portrét | Václav Soumar    | ČSNS      | 4. ledna 1929     | 4. května 1939    |       |
| 1939-1945: Vládní správa během nacistické okupace |      |                       |                  |           |                   |                   |       |
| 10.                                               |      | Není dostupný portrét | Václav Soumar    | ČSNS      | 10. května 1945   | 16. července 1945 |       |
| 11.                                               |      | František Sivera      | František Sivera | ČSNS      | 16. července 1945 | 26. února 1948    | 1946  |

## Seznam předsedů MNV a MěNV Tábora v letech 1948-1990
- Ladislav Doležal, KSČ (1948-1950)[2]
- Josef Voráček, KSČ (1950-1956)[3]
- Josef Müller, KSČ (1956-1957)[3]
- Milada Satorová, KSČ (1957-?)[3]
- Karel Bican, KSČ (1981-1989)[4]
- Jiří Bláha, KSČ (1989-1990)[5]

## Seznam starostů Tábora po roce 1990
| –  |      | Portrét               | Starosta        | Strana | Funkční období     | Funkční období     | Volby | Ref.  |
| –  | Od   | Portrét               | Starosta        | Strana | Do                 |                    | Volby | Ref.  |
| -- | ---- | --------------------- | --------------- | ------ | ------------------ | ------------------ | ----- | ----- |
| 1. |      | Není dostupný portrét | Miroslav Švarc  | OF     | 1990               | 6. prosince 1990   |       |       |
| 2. |      | Není dostupný portrét | Jiří Vaníček    | NSS    | 6. prosince 1990   | 26. listopadu 1998 | 1990  | [ 6 ] |
| 2. |      | Není dostupný portrét | Jiří Vaníček    | ODA    | 6. prosince 1990   | 26. listopadu 1998 | 1994  | [ 6 ] |
| 3. |      | Není dostupný portrét | František Dědič | ODS    | 26. listopadu 1998 | 13. listopadu 2006 | 1998  |       |
| 3. | 2002 | Není dostupný portrét | František Dědič | ODS    | 26. listopadu 1998 | 13. listopadu 2006 |       |       |
| 4. |      | Není dostupný portrét | Hana Randová    | ODS    | 13. listopadu 2006 | 8. listopadu 2010  | 2006  |       |
| 5. |      | Není dostupný portrét | Jiří Fišer      | T2020  | 8. listopadu 2010  | 29. října 2018     | 2010  | [ 7 ] |
| 5. | 2014 | Není dostupný portrét | Jiří Fišer      | T2020  | 8. listopadu 2010  | 29. října 2018     |       | [ 7 ] |
| 6. |      | Není dostupný portrét | Štěpán Pavlík   | T2020  | 29. října 2018     | úřadující          | 2018  | [ 8 ] |
| 6. | 2022 | Není dostupný portrét | Štěpán Pavlík   | T2020  | 29. října 2018     | úřadující          |       | [ 8 ] |